# وینباگو
وینباگو (انگلیسی: Winnebago) شرکت تولید صنعتی آمریکایی است، که در سال ۱۹۵۸ تأسیس شد.